# Shenzhen FC
Shenzhen Football Club is een Chinese voetbalclub uit Shenzhen. De club is opgericht op 26 januari 1994. De thuiswedstrijden worden gespeeld in het Shenzhen Stadium gespeeld, dat plaats biedt aan 33.000 toeschouwers. De clubkleuren zijn blauw-wit. In 2011 degradeerde de club naar de Jia League. In 2018 promoveerde de club.

## Erelijst
- Super League
  - Winnaar (1): 2004
- Jia League A
  - Runner up (1): 2002
- Jia League B
  - Winnaar (1): 1995
  - Runner up (1): 1997
- CSL Cup
  - Runner up (1): 2004, 2005

## Naamswijzigingen
| Jaar | Naam                               | Chinees        |
| ---- | ---------------------------------- | -------------- |
| 1994 | Shenzhen FC                        | 深圳足球俱乐部 |
| 1996 | Shenzhen Feiyada                   | 深圳飞亚达     |
| 1997 | Shenzhen Ping'an                   | 深圳平安       |
| 1999 | Shenzhen Ping'an Insurance         | 深圳平安保险   |
| 2000 | Shenzhen Ping'an Kejian            | 深圳平安科健   |
| 2002 | Shenzhen Ping'an Insurance         | 深圳平安保险   |
| 2003 | Shenzhen Jianlibao                 | 深圳健力宝     |
| 2006 | Shenzhen Kingway                   | 深圳金威       |
| 2007 | Shenzhen Shangqingyin              | 深圳上清饮     |
| 2009 | Shenzhen Asia Travel Football Club | 深圳足球俱乐部 |
| 2010 | Shenzhen Ruby FC                   | 深圳红钻       |
| 2015 | Shenzhen FC                        | 深圳足球俱乐部 |